# Frafjord
Der Frafjord ist ein Fjord in Norwegen, der im Fylke Rogaland im Südwesten Norwegens liegt. Er beginnt am südlichen Ende des Høgsfjordes und breitet sich etwa 10 km in West-Ost-Richtung aus. Rund 10 km nördlich verläuft parallel zum Frafjord der bekannte Lysefjord.